# John Soane
Sir John Soane (Goring-on-Thames, 10. rujna 1753. – London, 20. siječnja 1837.) bio je engleski arhitekt koji zauzima istaknuto mjesto u arhitekturi britanskog neoklasicizma.
Soane je poznat po svojoj izvornoj i osobnoj interpretaciji klasicizma te je jedan od najinovativnijih europskih arhitekata svoga vremena. Njegov arhitektonski stil karakterizira redukcija klasičnih elementa dizajna na njihovu strukturalnu osnovu, zamjena linearnih ornamenata modeliranima, česta upotreba plitkih kupola i spretno oblikovanje unutarnjeg prostora. Time je Soane postavio novu paradigmu u arhitekturi, na mjesto Palladia.
Godine 1768. Soane započinje svoju karijeru dolaskom u ured arhitekta Georgea Dancea mlađeg, godine 1772. dolazi kod arhitekta Henryja Hollanda kao pomoćnik, a od 1772. godine pohađa Kraljevsku akademiju umjetnosti. Godine 1778. Soane odlazi na Grand Tour u Italiju, nakon što mu je kralj Đuro III. dodijelio putnu stipendiju. Godine 1788. postaje arhitekt Engleske banke i time njegova karijera uzima maha. Tome su uslijedila različita imenovanja, a 1806. godine, kao profesor arhitekture, naslijedio je Georgea Dancea na Kraljevskoj akademiji. Naslov viteza dobio je 1831. godine.
Popis Soaneovih djela je opsežan. Neka od najistaknutijih su obnova Engleske banke (1788. – 1833.; 1930-ih pregrađena), galerija slika Dulwich (1811. – 1814.) te Soaneova vlastita kuća u Londonu na adresi 13 Lincoln's Inn Fields koja je danas Muzej Sir Johna Soanea. Kuća-muzej sadrži oko četrdeset tisuća predmeta, uključujući mnogobrojne crteže i modele različitih Soaneovih projekata te bogatu zbirku slika, skulptura i antikviteta koje je Soane godinama skupljao. Muzej je za Soaneovog života ustanovljen 1833. godine svojevrsnim privatnim aktom Parlamenta Ujedinjenog Kraljevstva, a otvoren je u godini arhitektove smrti. Osim bogate, vrijedne i raznorodne zbirke, muzej karakterizira način na koji su predmeti izloženi. Djela su grupirana logikom Johna Soanea, a prema aktu Parlamenta sve se čuva kako je arhitekt ostavio.

## Vanjske poveznice
- Muzej Sir Johna Soanea (eng.)